# 阿德默勒爾蒂灣 (南設得蘭群島)

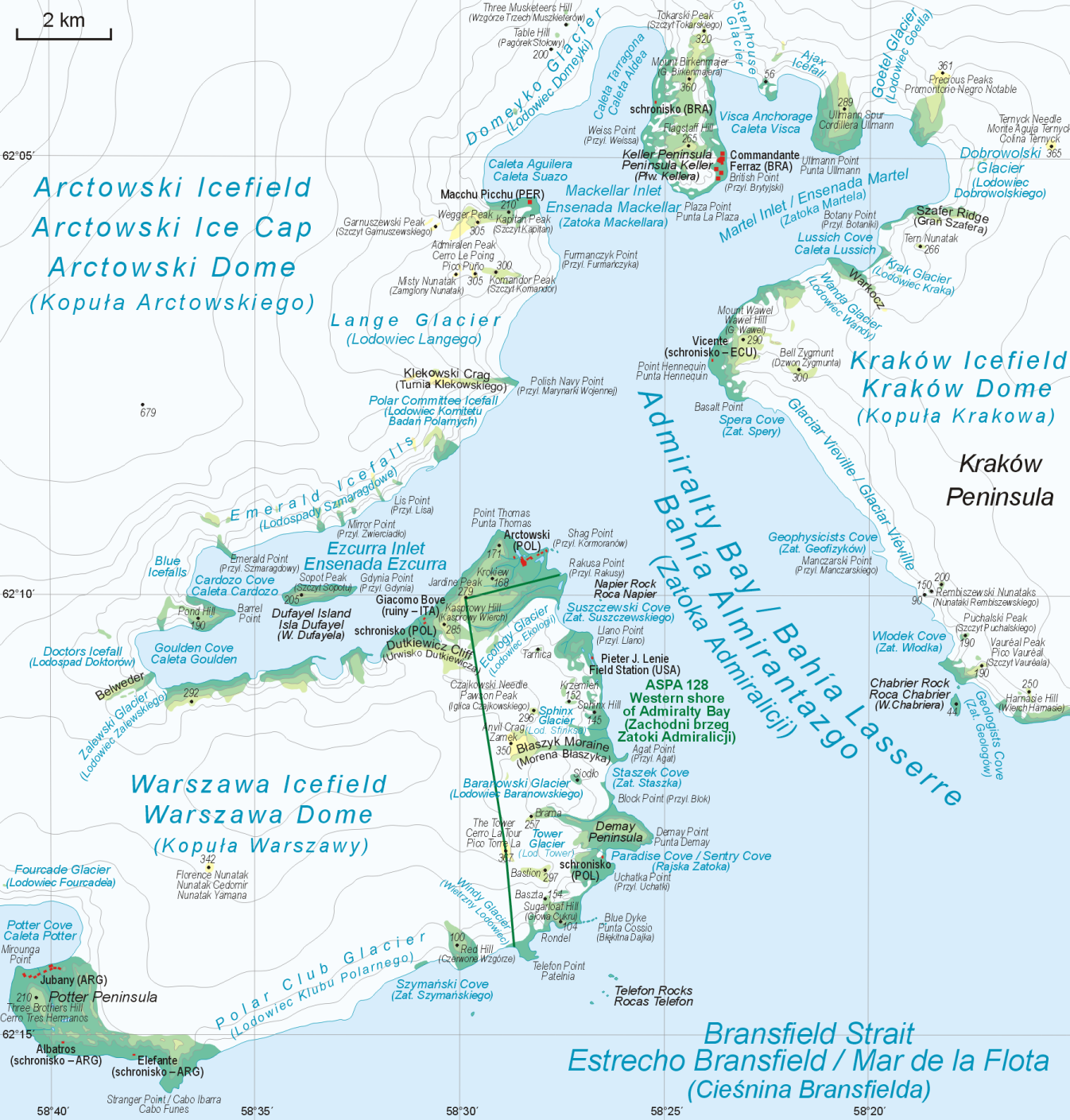

62°10′S 058°25′W / 62.167°S 58.417°W
阿德默勒爾蒂灣（英語：Admiralty Bay）是南極洲的海灣，位於南設得蘭群島的喬治王島，寬8公里，該海灣20平方公里，該海灣被國際鳥盟列為重點鳥區，是15,000雙阿德利企鵝、2,300雙巴布亞企鵝和2,500雙南極企鵝的棲息地。